# Веснік Яків Ілліч
Я́ків Іллі́ч Ве́снік  (нар. 19 серпня 1894, Пинськ — 17 листопада 1937, тюрма НКВД СССР) — російський більшовицький політик, сталініст. Один із організаторів будівництва комбінату «Криворіжсталь», яке відбувалося під час Голодомору. Учасник Першої світової війни. За походженням — єврей.
Жертва сталінського терору.

## Біографія
Народився він у Пинську. Під час Першої світової війни, після поранення демобілізувавшись з армії, почав працювати слюсарем у Петрограді, познайомився з активістом лівих рухів Калініним, був завербований ним до більшовицького руху.
Веснік активний учасник жовтневого перевороту в Петрограді. Він був членом Виборзької районної Ради, одним з організаторів Червоної гвардії. Брав участь в організації Червоної Армії, займав у ній керівні посади. Веснік був членом Реввоєнради (РВР):
- 7 листопада 1918 — 28 листопада 1919: 8-ій армії Південного і інших фронтів
- 27 травня — 31 серпня 1920: 11-ій армії
- 10 листопада — 26 грудня 1920: 15-ій армії
- 26 січня — 29 травня 1921: 11-ій армії

Після закінчення війни залишився в армії. 1924 призначений начальником Військово-будівельного управління Червоної Армії. Незабаром, враховуючи набутий ним організаторський досвід, його послали на відбудову затоплених рудників на Алтаї. Після цього Я. І. Веснік був начальником будівництва Магнітогорського і Кузнецького комбінатів.
1931, напередодні Голодомору, Весніка направляють в окуповану Україну, до Кривого Рога. Там очолив будівництво металургійного заводу і був його першим директором. 1935 нагороджений орденом Леніна.
Після смерті одного з більшовицьких ватажків Орджонікідзе 18 лютого 1937 російські спецслужби винищували його оточення. Веснік заарештований НКВД СССР 10 липня 1937 і незабаром убитий у тюрмі (17 листопада). Його дружина відправлена у ГУЛАГ до Казахстану, а сина, відібравши у матері, (це майбутній російський кіноактор Євген Веснік) мали традиційно відправити до концтабору для дітей ворогів народу. Проте родичі добилися помилування дитині.

## Вшанування пам'яті
З 1975 року у місті Кривий Ріг була вулиця Весніка. 2016 року перейменована на вулицю Віктора Гошкевича.
16 травня 2022 року у Кривому Розі було демонтовано пам'ятник Якову Весніку.

## Родина
- Син — Веснік Євген Якович (*15 січня 1923 — †10 квітня 2009)